# Stefan Schreiber (Jazzmusiker)

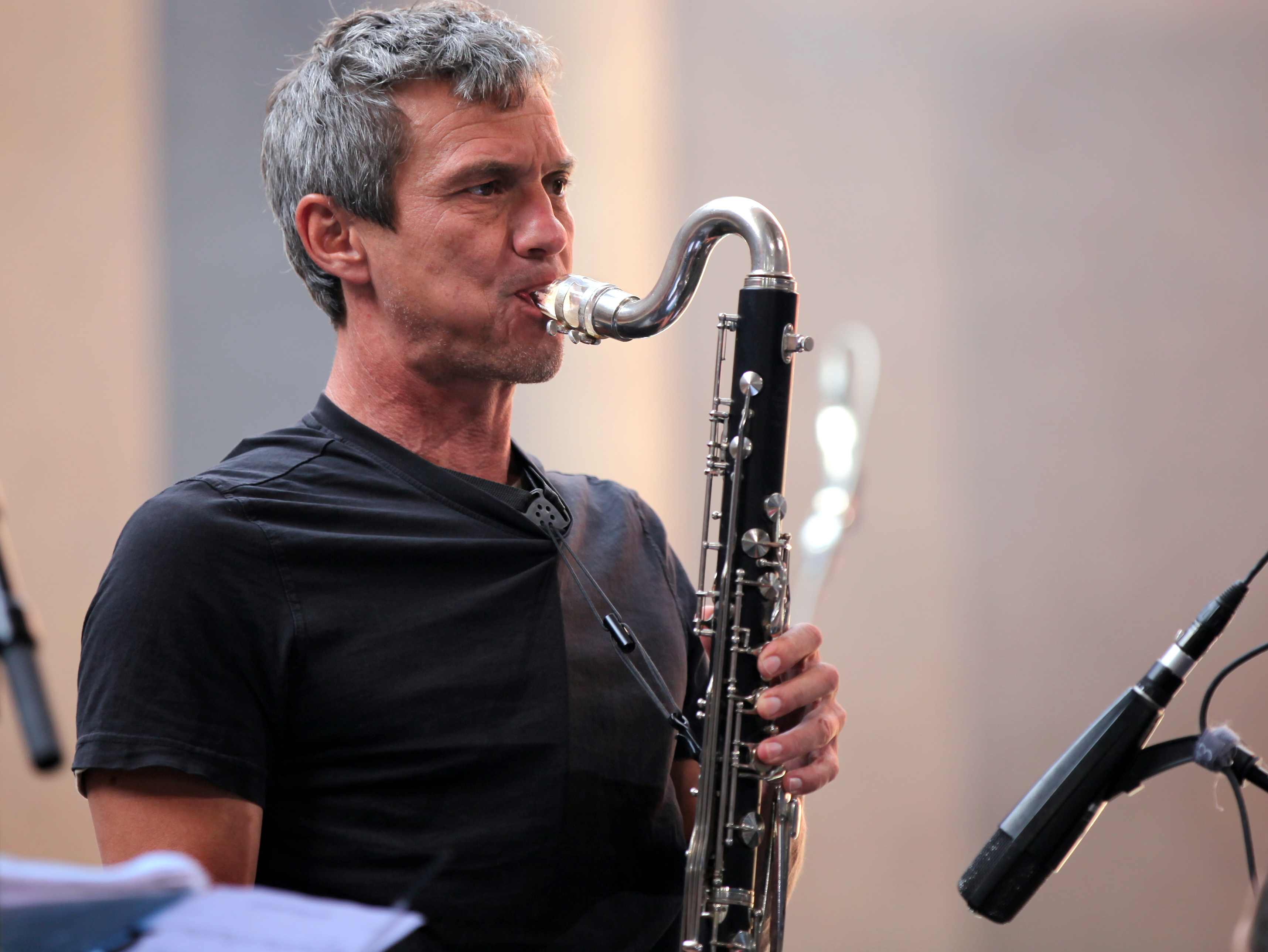
Stefan Schreiber (2015)

Stefan Schreiber (* 1966) ist ein deutscher Jazz- und Improvisationsmusiker (Klarinetten, Sopran-, Alt- und Tenorsaxophon).

## Werdegang
Schreiber studierte am Richard-Strauss-Konservatorium München. Anschließend war er tätig u. a. in Bands wie Enders Room, dem Tied & Tickled Trio, Franz-David Baumann Quintett, dem Saxophon-Quartett Con Tempo sowie dem ICI Ensemble München; über das ICI war er auch an Tourneen mit Barry Guy und George Lewis beteiligt. Weiterhin gehört er zu den Weilheimer New Orleans Dixie Stompers, dem Alien Ensemble um Micha Acher und der Band von Max Neissendorfer. Er ist auch auf Alben von The Notwist, Hans Joachim Irmler/Carl Oesterhelt, Attwenger oder Schorsch Kamerun zu hören.
Schreiber unterrichtet zudem an der Musikschule Unterhaching/München Jazz und Klassik.